# История Симферополя

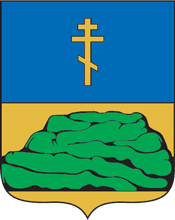
Герб Симферополя в 1844—1920 годах

История Симферополя ведётся с 1784 года, после основания город являлся центром различных административных единиц Российской империи, СССР, Украины и России.

## История города по периодам

### Исторические события и памятники на территории Симферополя до его основания
Территория, на которой находится современный Симферополь, заселена с древних времён. На территории окрестностях найдены стоянка древних людей, курганы VI—V века до н. э., а также следы поселений бронзового и железного веков.

На окраине города (в районе Петровской балки на левом берегу реки Салгир) находится Неаполь-Скифский — столица позднескифского государства, возникший примерно в III веке до н. э. и предположительно разрушенный готами в III веке н. э..

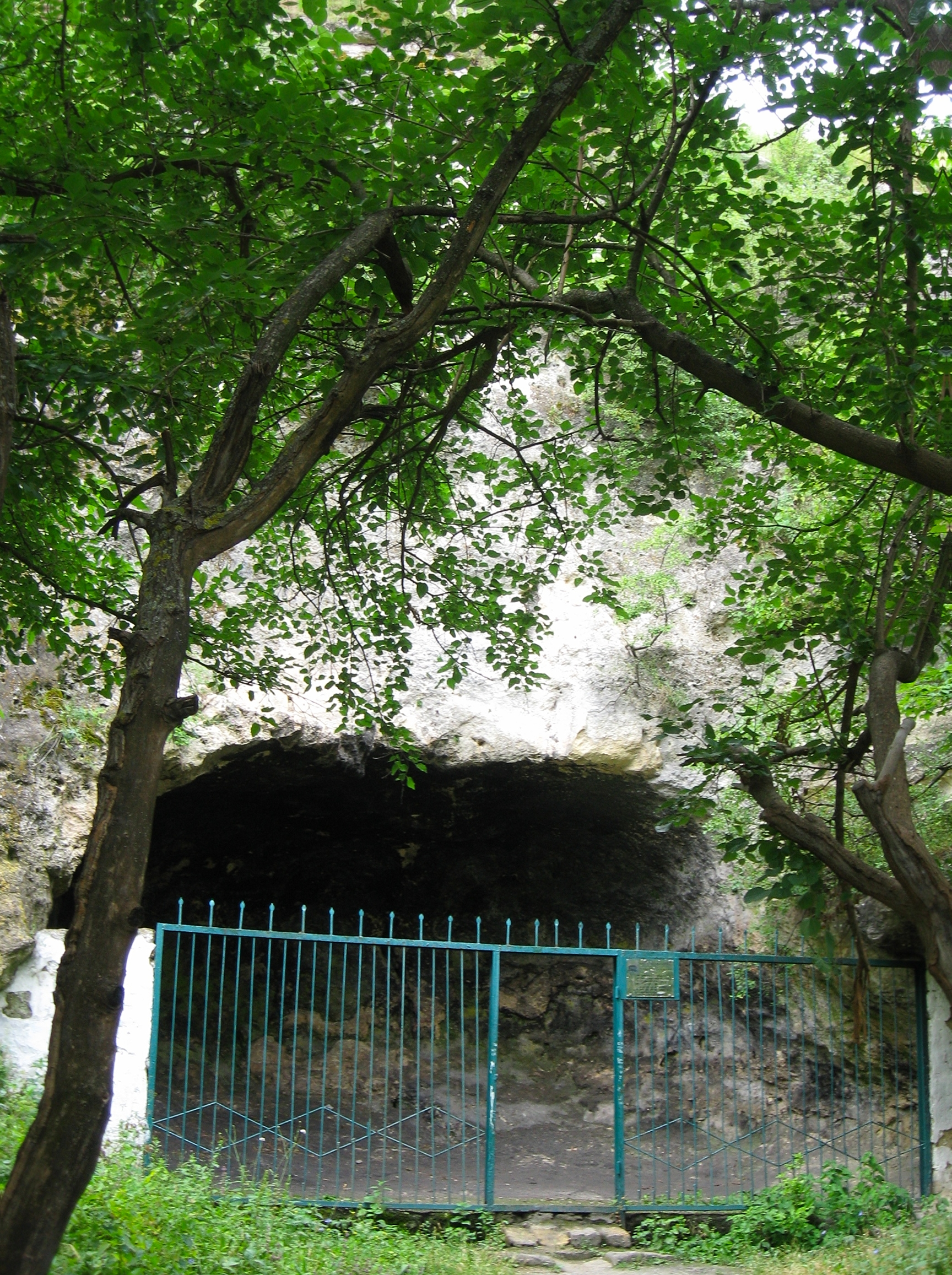
Палеолитическая стоянка Чокурча
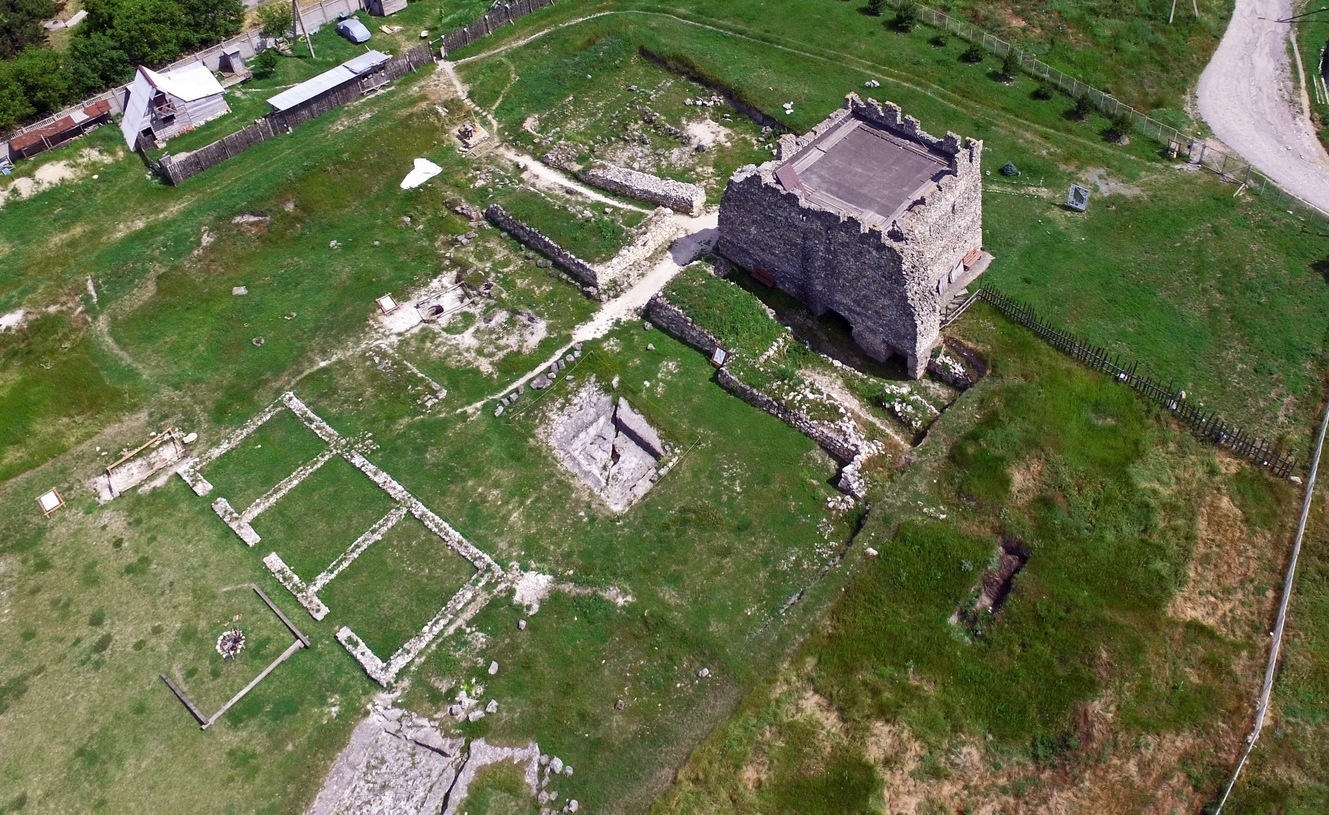
Вид на историко-археологический заповедник Неаполь-Скифский с высоты птичьего полёта
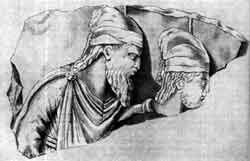
Барельеф "Скилур и Палак", найденный в Неаполе Скифском
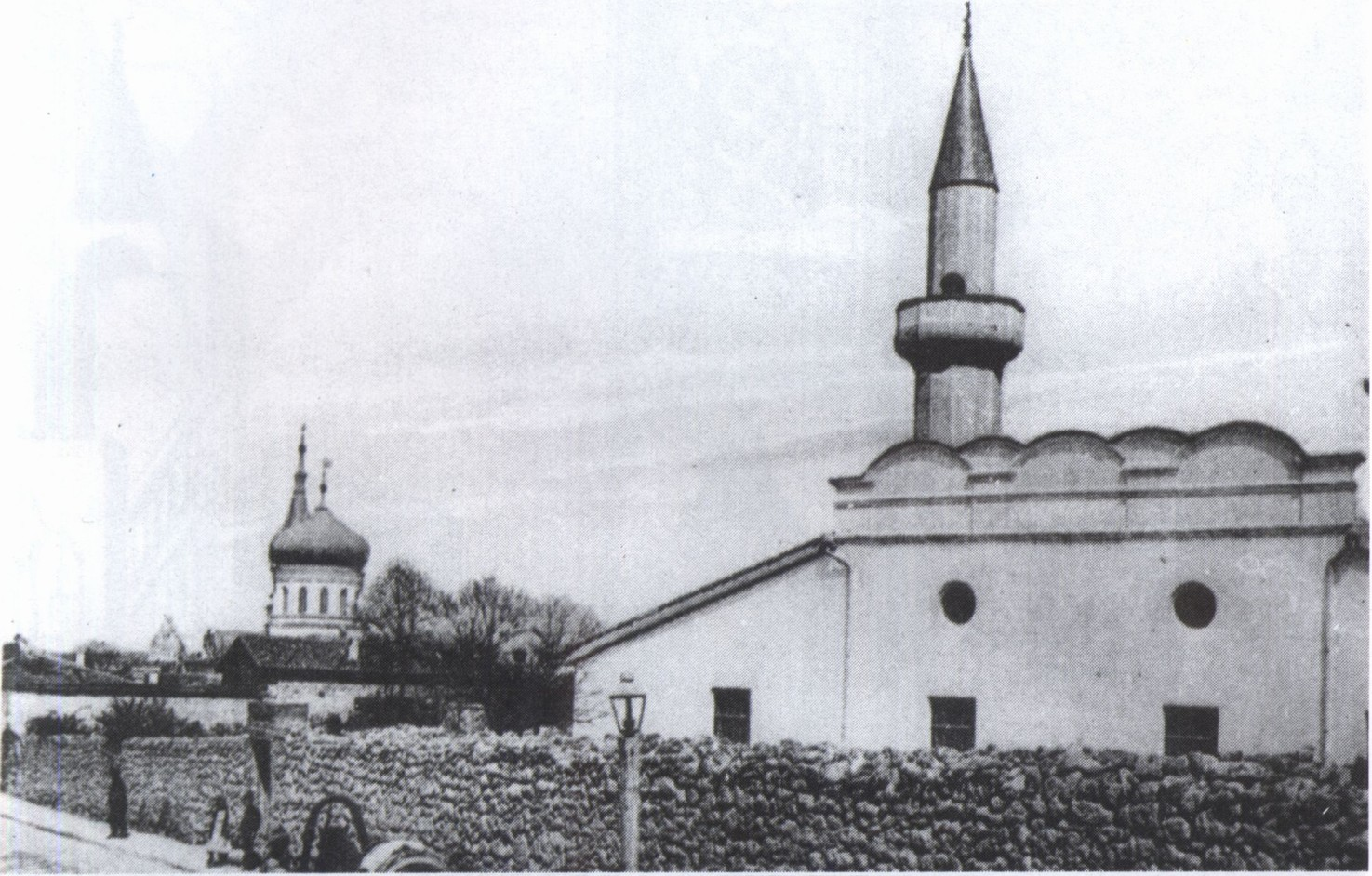
Мечеть Кебир-Джами (1508) является старейшим сохранившимся зданием Ак-Мечети и Симферополя

На протяжении раннего Средневековья крупного городского поселения на территории Симферополя не существовало. Позднее в этом месте находилось татарское укрепление Керменчик.
В XV веке на месте укрепления возникло небольшое крымско-татарское поселение Ак-Мечеть Крымского ханства. В русских источниках оно известно как Акмечет, Ак-Мечеть, Акмечит («белая мечеть», aq — белый, mescit — мечеть, по мечети Кебир-Джами). Город был резиденцией калги — второго человека в государстве после хана. Дворец Калги-Султана  находился на берегу Салгира в нынешней Петровской балке. Кварталы, построенные в те времена, называются ныне Старым городом. Этот район примерно ограничен улицами Ленина (до революции Губернаторская), Севастопольской, Крылова (Кладбищенская) и Красноармейской (Армейская). Старый город отличается типичной для восточных городов планировкой с узкими короткими и кривыми улицами.

### Симферополь в составе Российской империи, 1784-1917 годы
После присоединения Крыма к Российской империи было принято решение перенести центр образованной на большей части земель ханства Таврической области из Карасубазара в поселение Ак-Мечеть. Датой основания Симферополя считается 1784 год.
В протоколе заседания Таврического областного правления от 23 мая 1784 года отмечается, что «с Акмечета будет губернский город Симферополь». В 1784 году под руководством светлейшего князя Г. А. Потёмкина-Таврического на территории, находящейся рядом с мечетью Кебир-Джами (на левом берегу Салгира, там где ранее стояли полевые лагеря полководцев В. М. Долгорукова-Крымского и А. В. Суворова), началось строительство административных и жилых зданий и православного храма. Сейчас это часть города, ограниченная с трёх сторон улицами Розы Люксембург (Александро-Невская), Павленко (Инженерная), Маяковского (Внешняя) и улицами Караимская, Кавказская и Пролетарская с четвёртой. Этот район отличается регулярной планировкой  и застроен в основном двухэтажными домами. Границей между кварталами ханского времени и постройками екатерининской эпохи являются улицы Караимская, Кавказская и Пролетарская.

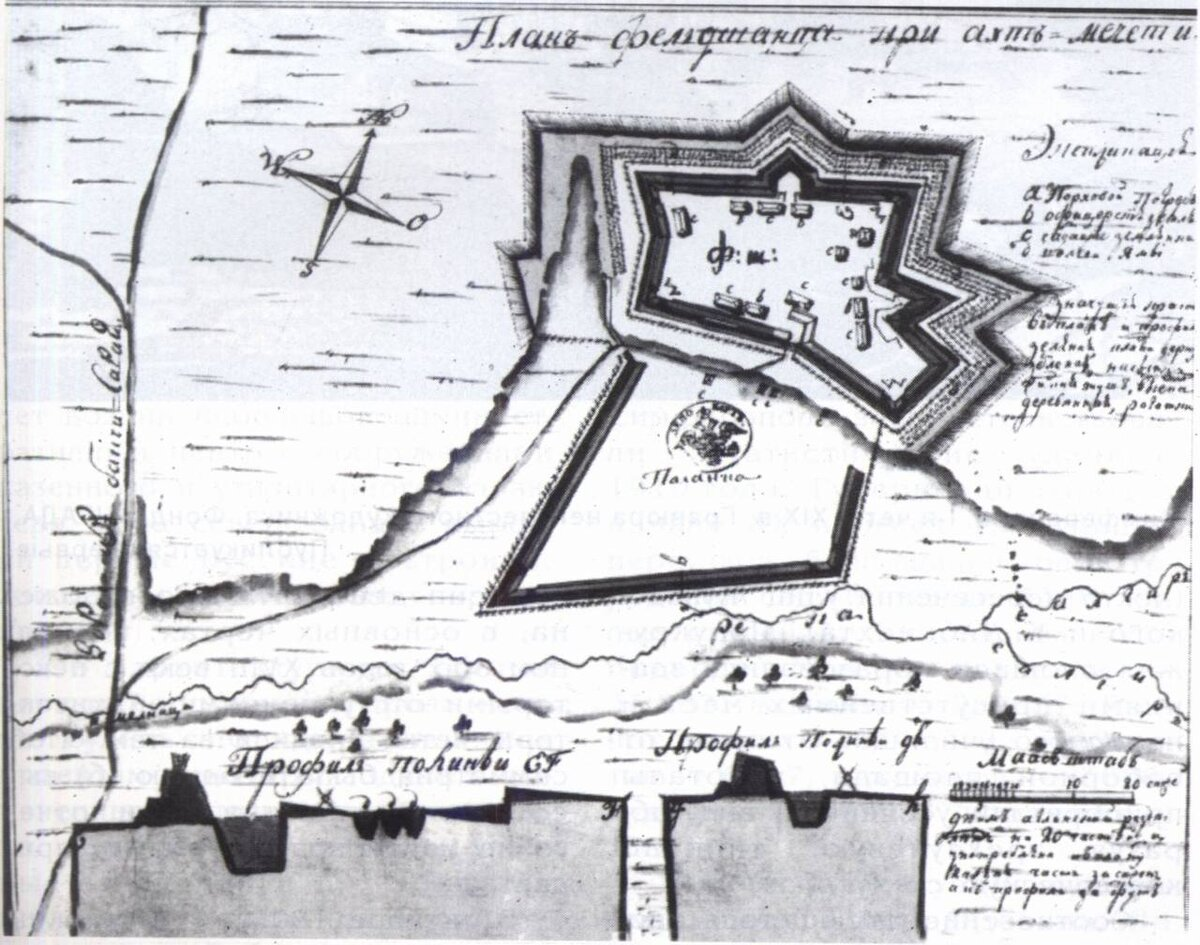
Суворовский фельдшанец в Ак-Мечети, с плана 1778 года
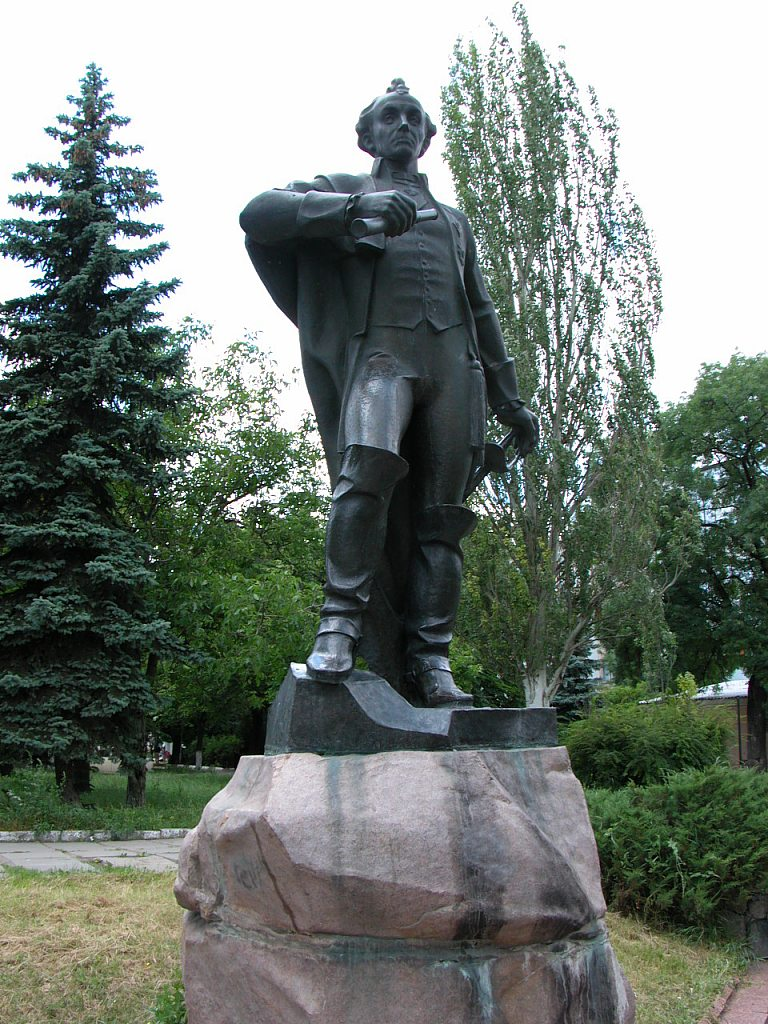
Памятник А. В. Суворову на месте укрепления
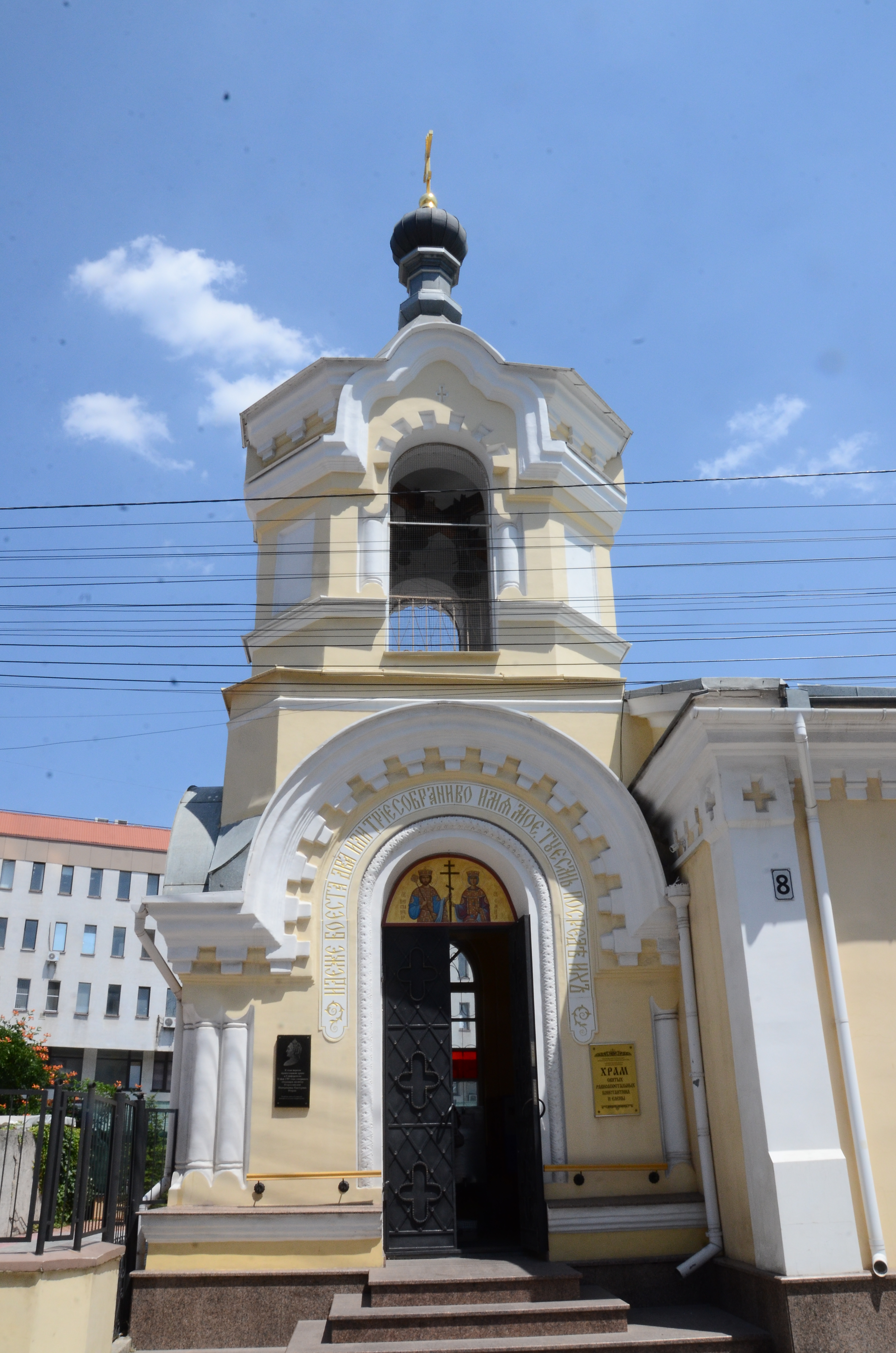
Церковь Константина и Елены, 1785 год, старейший православный храм города
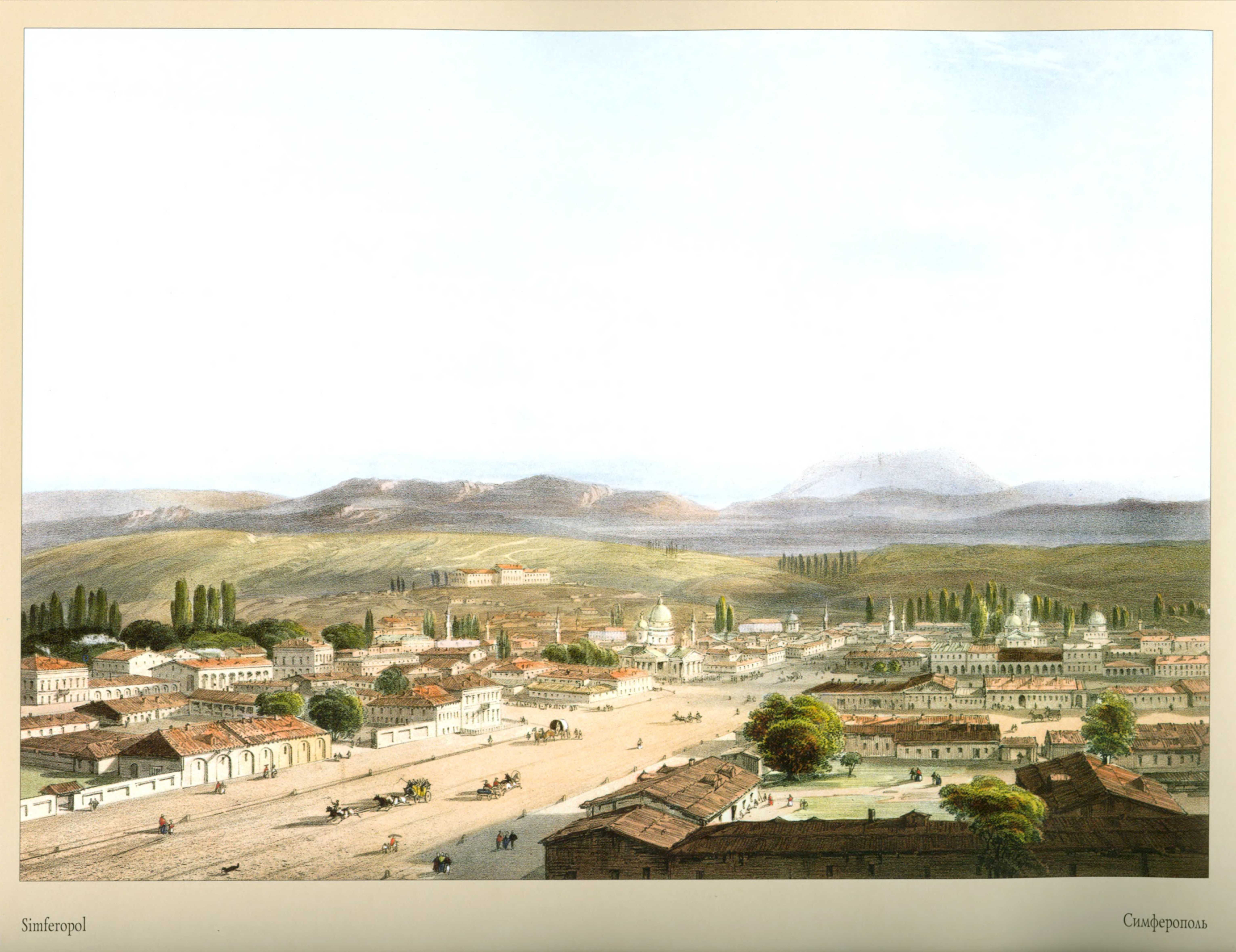
Симферополь. Карло Боссоли. Из альбома «Пейзажи и достопримечательности Крыма», Лист 34 (1856).
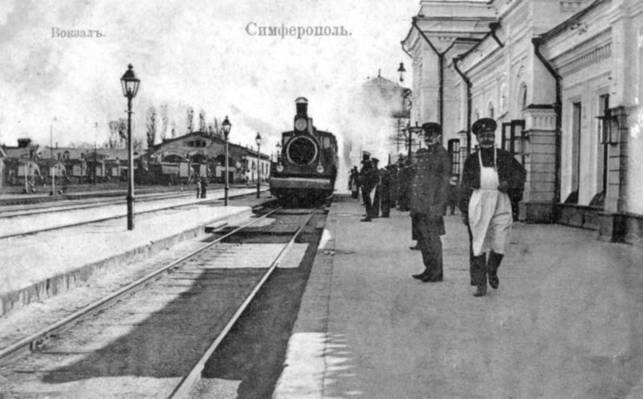
Старое здание Симферопольского вокзала.
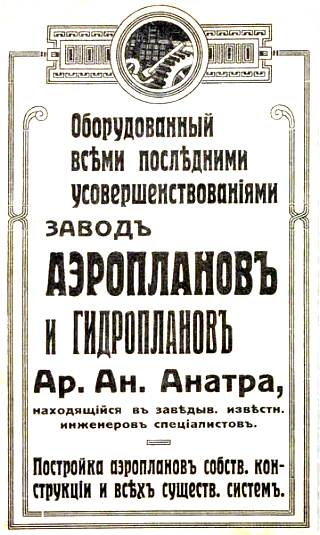
Реклама авиазавода Анатра.

Город, включавший в себя как вновь построенные кварталы, так и территорию Ак-Мечети, получил название Симферополь — в переводе с греческого «город пользы». Выбор греческого названия объясняется существовавшим во времена Екатерины II веянием называть новые города на присоединённых южных территориях греческими именами, в память о существовавших там в древности и в Средние века греческих колониях. С того момента Симферополь бессменно является административным центром Крыма. Взошедший на российский престол Павел I вернул городу название Ак-Мечеть, однако уже в начале правления Александра I в официальное употребление вновь было введено название Симферополь.
8 октября 1802 года город стал административным центром Таврической губернии и в дальнейшем превратился в торговый центр местного значения.
В 1859 году город стал центром самостоятельной Таврической епархии.
В 1874 было открыто железнодорожное сообщение на Лозово-Севастопольской железной дороге, что ускорило развитие города.
По переписи 1897 года численность населения города составляла свыше 48,8 тыс. человек, к началу XX века здесь действовали консервный завод, две кондитерские фабрики, четыре паровые мельницы и 14 иных мелких фабрично-заводских предприятий полукустарного типа.
В 1900 году здесь возникла социал-демократическая группа.
В ходе первой русской революции осенью 1905 года в Симферополе прошли крупные демонстрации.
В 1910 году в городе было открыто отделение Русского музыкального общества.
В 1911 году городская дума заключила договор с бельгийским инженером Э. Л. Бернар-Борманом.  В 1911-1913 годах были построены электростанции и здания трамвайного депо, закончены прокладка путей и установка опор. В начале 1914 года из Бельгии поступил подвижной состав. 31 июля 1914 года прошёл торжественный пуск трамвайного движения в Симферополе. Первой трамвайной линией была «Вокзальная», которая проходила от вокзала по улицам Вокзальная, Екатерининская, Пушкинская, Дворянская, Фонтанная площадь, улицы Севастопольская, Кантарная, Нижнегоспитальная. Вторая линия -"Севастопольско-Феодосийская" была открыта в октябре 1914 года, и следовала от тупика на ул. Ново-Садовой, по улице Севастопольской, мимо Базара, по улице Салгирная до Феодосийского моста. После окончания строительства нового моста через Салгир трамвайная линия была продлена по нему до дома Христофорова — 15 августа 1915 года. Третья линия «Бетлинговская» была открыта 29 августа 1914 года. Маршрут следовал по улицам Подгорной, Школьной, Лазаревской, переулок Фабра, улицам Пушкинской, Гоголевской, Марковской, Бетлинговской до Шестирековской слободки.

В 1916 году, после вступления Румынии в Первую мировую войну, Одесса стала прифронтовым городом, военные производства было решено перенести в глубь страны. Началось создание авиационного завода Анатра в Симферополе. Ещё в 1914 году А. А. Анатра купил в Симферополе пустующие земли к западу и северо-западу от ставка на реке Славянка для постройки авиационного завода (район возле территории завода до сих пор называется Анатра, а соседняя улица — Авиационная). В 1916 году филиал выпустил 5 машин, в 1917 году — 45. На Симферопольском заводе работало 735 рабочих, из них 150 были переведены с петроградских предприятий. 27 декабря 1917 (9 января 1918) года на заседании Совета народных комиссаров под председательством И. В. Сталина был принят декрет о конфискации аэропланного завода «Анатра» в Симферополе. В 1922  году завод был закрыт. 

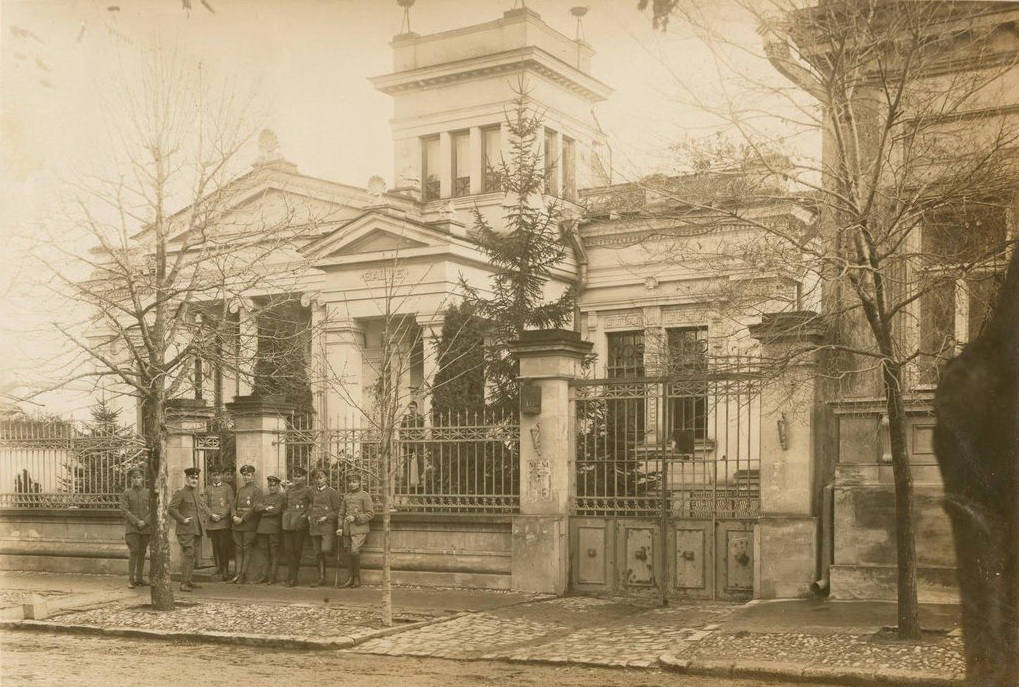
Немецкие офицеры у казино. Симферополь, 1918 год. Ныне ул. Желябова,18

### Симферополь в годы Гражданской войны и в советский период, 1918—1991 годы
После 13 ноября 1917 года власть в Симферополе принадлежала Крымской народной республике. В ходе наступления отрядов Красной гвардии из Севастополя к 14 января её вооруженные силы были выбиты из Симферополя.

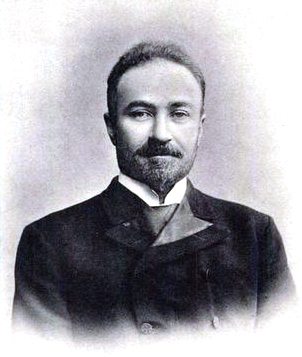
Соломон Крым (1867—1936), инициатор создания Таврического университета (1918).

Во время гражданской войны 13 января 1918 года здесь была установлена Советская власть, 19 марта 1918 года Симферополь стал столицей Советской Социалистической Республики Тавриды. В апреле Совет народных комиссаров под руководством А. Н. Слуцкого бежал из города, но был захвачен крымско-татарскими националистами и расстрелян под Алуштой.
Город 24-25 апреля 1918 года был в ходе быстротечной Крымской операции захвачен отрядом войск Украинской народной республики полковника П. Ф. Болбочана. Генерал Роберт фон Кош, командир 15-й ландверской дивизии, ультимативно приказал украинцам эвакуироваться на материк и 26 апреля город был оккупирован немецкими войсками (которые оставались здесь до ноября 1918 года). Во время немецкой оккупации гражданская власть в городе принадлежала Первому крымскому краевому правительству генерала М. А. Сулькевича, которое имело прогерманскую ориентацию, а 15 ноября оно передало власть Второму крымскому краевому правительству под руководством С. С. Крыма, которое ориентировалось на Антанту. При его правлении был создан Таврический университет, где преподавали ведущие профессора, бежавшие из-под власти большевиков в центральной России.

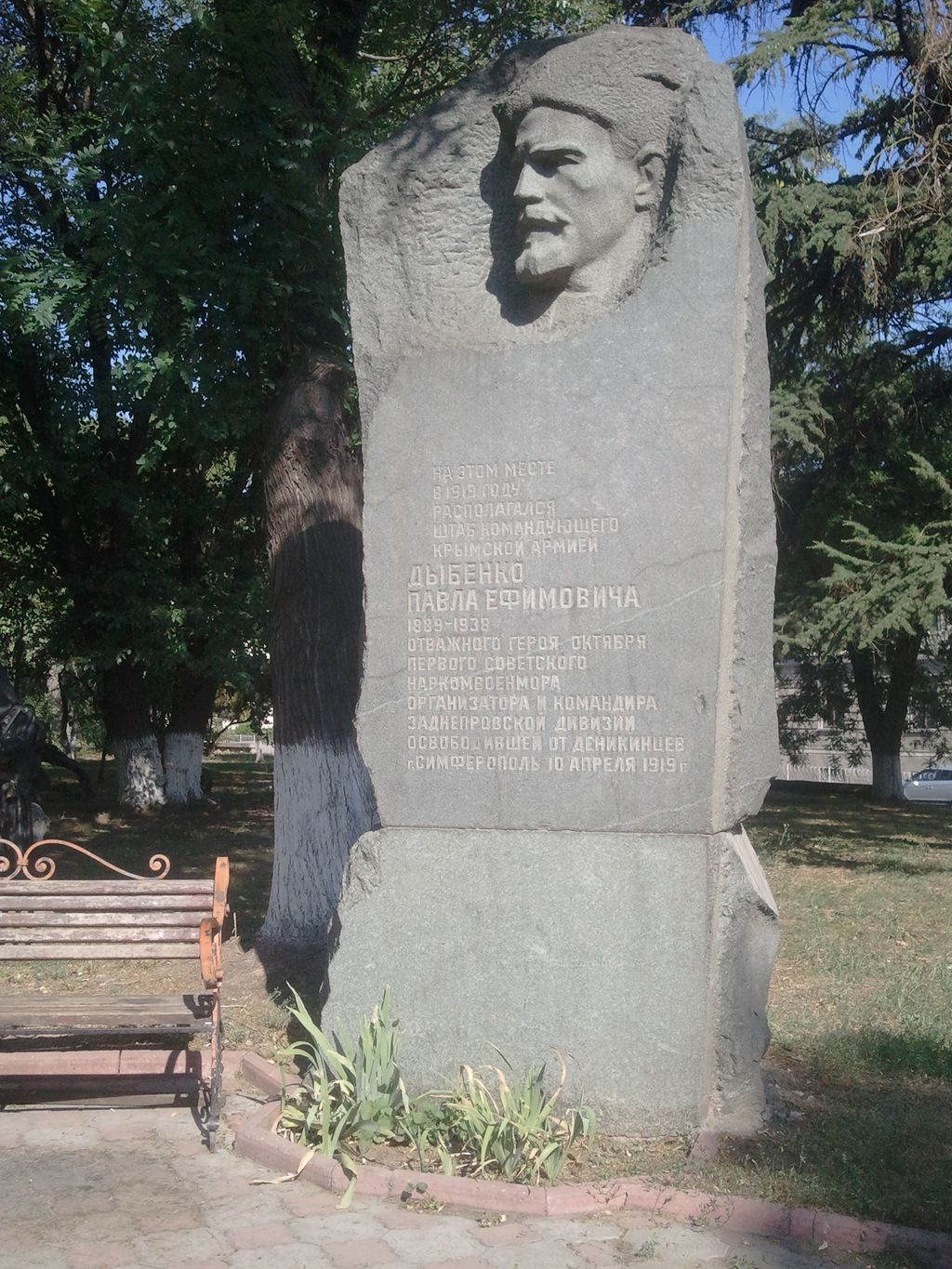
Мемориальная стела П. Е. Дыбенко, на месте, где в 1919 года находился штаб Крымской Красной Армии (угол пр. Кирова и Совнаркомовского переулка). Скульптор Н. П. Петрова

План Симферополя 1930 года

В апреле 1919 года в Крым вошли отряды Красной армии под командованием П. Е. Дыбенко. 28—29 апреля 1919 года в Симферополе образована Крымская Социалистическая Советская Республика. Её возглавил Д. И. Ульянов. Именем Д. И. Ульянова названа улица Симферополя. Симферопольский ревком возглавила Евгения Багатурьянц.
После изгнания большевиков в конце июня 1920 года власть перешла к военной администрации Русской армии барона П. Н. Врангеля.
13 ноября 1920 вскоре после штурма Перекопа войсками М. В. Фрунзе Советская власть в городе была восстановлена.
В городе развернулся красный террор, которым руководили Бела Кун и Розалия Землячка. Массовые расстрелы офицеров, деятелей старого режима и духовенства в Симферополе и округе продолжались с ноября 1920 по март 1921 годов, затем их число снизилось и они закончились к маю 1921 года. По данным историков С. В. Волкова и Ю. Г. Фельштинского, подчёрпнутым из официальных советских источников, в Симферополе было казнено около 20 000 человек. Именем Б. Куна названа улица Симферополя.
С 1921 года город стал столицей Крымской АССР.
В 1926 году численность населения составляла 87,2 тыс. человек.
В 1928 году в Симферополе состоялся процесс над Вели Ибраимовым, председателем ЦИК Крымской АССР, который был расстрелян. С этого момента постепенно свертывается политика татаризации (коренизации).
В 1936 году на окраине города был построен аэропорт.
В 1939 году численность населения города составляла 142,7 тыс. человек.
В декабре 1939 года было сформировано Симферопольское пехотное военное училище РККА. Предположительно находилось оно на территории, где с 1920-х годах дислоцировалась 1-я кавалерийская школа имени ЦИК Крымской АССР, ныне район улицы Калинина.
В 1940 году здесь действовали несколько предприятий пищевой и кожевенно-обувной промышленности.

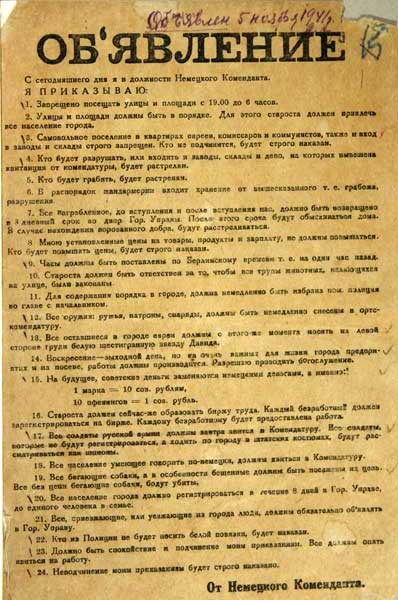
Первый приказ ортскоменданта Симферополя от 5 ноября 1941 года. Государственный архив Республики Крым. Из 24 пунктов 4 предполагают расстрел, 6 строгое наказание. Введена регистрация евреев, образована полиция, разрешены богослужения.

В 1940 году, к 20-летию штурма Перекопа в Симферополе, открывается панорама «штурма Перекопа» (размещалась в здании Симферопольский художественный музей, ныне ул. К. Либкнехта, 35). Это была крупнейшая картина созданная в СССР при консультации баталиста Н. С. Самокиша. Общая площадь полотна составила 130×18 м. Погибла в ходе бомбёжки при эвакуации. Н. С. Самокиш жил и умер в Симферополе, его именем названа улица города и Симферопольское художественное училище.
После начала Великой Отечественной войны предприятия города начали выпуск военной продукции, в городе были сформированы два полка народного ополчения и два истребительных батальона. Кроме того, в сентябре-октябре 1941 года на базе истребительных батальонов, работников НКВД и партхозактива в Симферополе были созданы и подготовлены три партизанских отряда (общей численностью около 600 человек).
В связи с приближением линии фронта, немецкое население было депортировано в восточные районы СССР.
1 ноября 1941 года Симферополь был оккупирован немецкими войсками, здесь начались массовые убийства, под предлогом перемещения на работы евреи, крымчаки, а потом и другие группы населения вывозились к противотанковому рву на 10 км шоссе Симферополь-Феодосия, где и расстреливались, также применялись автомобили-душегубки. Убийства в Крыму велись айнзацкомандами 10a, 10b, 11a, 11b айнзацгруппы D.
В феврале—марте 1942-го начались расправы над психиатрическими больными. 7 марта 1942 года на территорию больницы, оцепленную эсэсовцами, въехали машины-душегубки. Из 450 пациентов в тот день было уничтожено 447, троим чудом удалось выжить. Был казнён главврач Наум Балабан с женой, другие медики.
Вблизи города, на территории совхоза «Красный», был организован лагерь смерти, в котором при пособничестве местных коллаборационистов было убито более 10 тысяч человек из мирного населения и военнопленных.
В Крыму, в Симферополе, с декабря 1941 издавалась газета «Голос Крыма» — коллаборационистская газета на русском языке. Там же, частично на базе типографии и персонала советской газеты «Къзыл Кърым», с января 1942 в качестве печатного органа Симферопольского мусульманского комитета издавалась коллаборационистская газета «Азат Кърым» («Свободный Крым»).
Всего в период немецко-румынской оккупации в Симферополе и окрестностях города были убиты 22,6 тысяч человек, ещё несколько тысяч были вывезены на принудительные работы. Тем не менее, в условиях оккупации, в городе действовали советские подпольные группы, в мае 1943 года объединившиеся в Симферопольскую подпольную организацию (которую возглавил С. Н. Кусакин, а после его гибели — А. Н. Косухин), группу актёров Сокол под руководством А. Ф. Перегонец и Н. А. Барышева, группу железнодорожников В. К. Ефремова. В ноябре 1943 года здесь начал действовать подпольный обком ВКП(б), который возглавил И. А. Козлов, он объединил 42 подпольные группы и организации общей численностью около 400 человек.
13 апреля 1944 года город был освобождён советскими войсками при содействии партизан 1-й бригады Северного соединения Ф. И. Федоренко и подпольщиков групп Косухина и Бабия. Германское командование планировало взорвать город вместе с вступившей в него Красной Армией, но подпольщикам группы "Соколы" драматического театра удалось за несколько недель до этого создать карту минирования города и ночью уничтожить кабели к минам и факельщиков.
Приказом ВГК присвоено наименование «Симферопольских»: 77-й Краснознамённой стрелковой дивизии им. С. Орджоникидзе, 15-й зенитной артиллерийской дивизии (полковник В. И. Баженов), 18-й зенитной артиллерийской дивизии, 21-й отдельной истребительно-противотанковой артиллерийской бригаде, 85-му гвардейскому гаубичному артиллерийскому полку РГК (подполковник П. П. Яременко), 207-му гвардейскому гаубичному артиллерийскому полку (подполковник А. Д. Сироткин), 21-му гвардейскому миномётному полку (майор И. И. Мациевский), 867-му самоходному артиллерийскому полку, 52-му отдельному мотоциклетному полку (майор А. А. Недилько), 7-й инженерной сапёрной бригаде (подполковник П. Х. Бесценный), а также 3-му армейскому гвардейскому моторизованному инженерному батальону (майор А. К. Сычёв).
14 мая 1944 года в Симферополе состоялся большой митинг трудящихся Крыма и воинов 4-го Украинского фронта в честь полного освобождения Крыма при участии генералов Ф. И. Толбухина, Я. Г. Крейзера, Г. Ф. Захарова, Т. Т. Хрюкина и других. Власти Крыма представлял первый секретарь обкома В. С. Булатов, секретарь Симферопольского горкома С. В. Мартынов.
В ходе боевых действий и немецкой оккупации город серьёзно пострадал, здесь было уничтожено 30 % жилого фонда, взорван железнодорожный вокзал, уничтожено или вывезено оборудование всех предприятий города. Общий ущерб от оккупации города составил 412 млн. рублей.

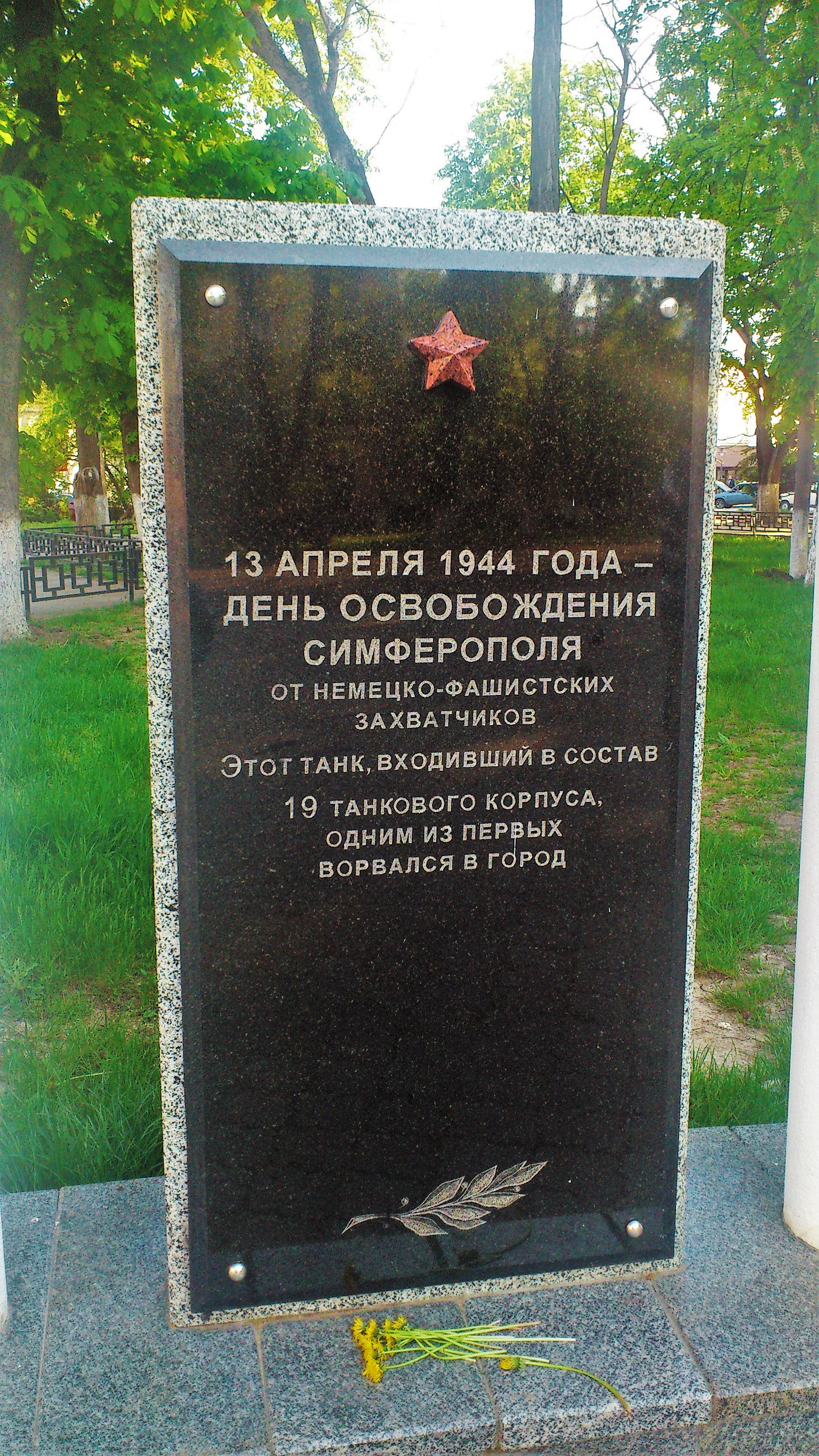
13 апреля 1944 года — день освобождения Симферополя от немецко-фашистских захватчиков
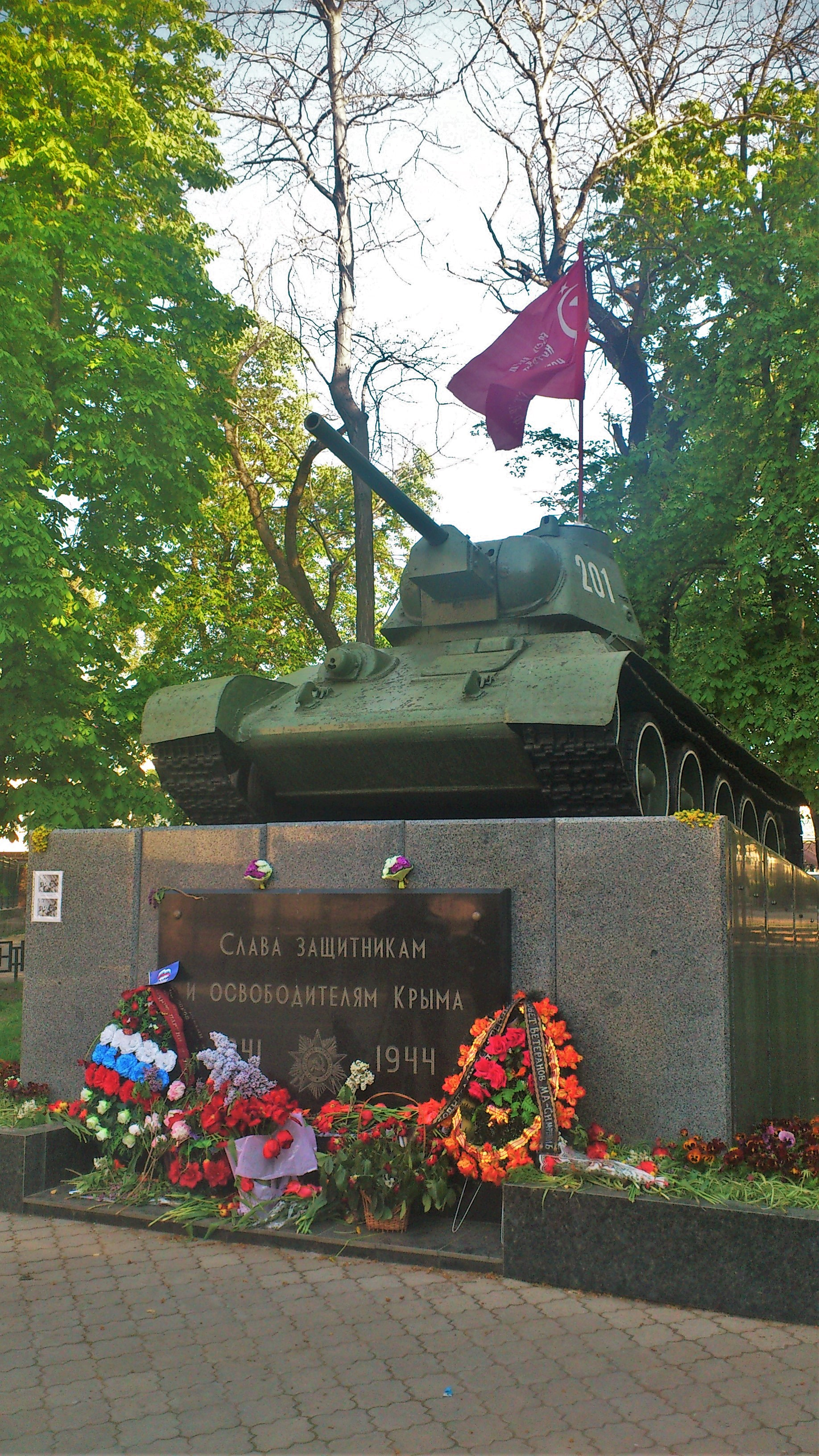
Танк-памятник освободителям Симферополя в сквере Победы
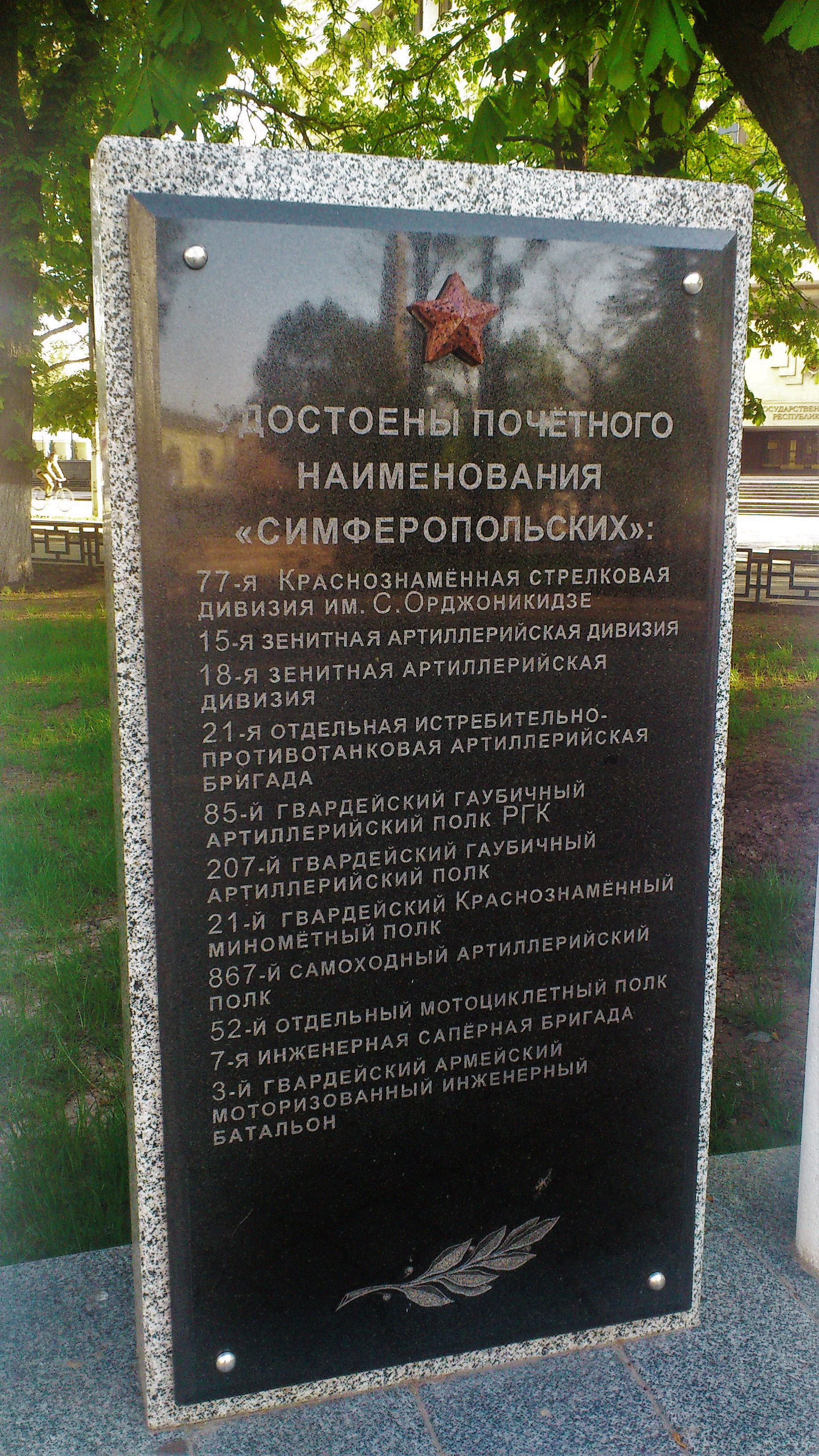
Части и соединения, удостоенные почётного наименования «Симферопольских»

Весной-летом 1944 года крымскотатарское, греческое, болгарское, армянское и частично караимское население было депортировано из Крыма, включая Симферополь, и расселено по всей территории СССР.
После окончания войны город был полностью восстановлен, в дальнейшем, после реконструкции и расширения предприятий город превратился в крупный промышленный центр.
3 февраля 1945 года в доме Ракова останавливался премьер-министр Великобритании Уинстон Черчилль, следовавший из аэродрома «Саки» в Алушту на Ялтинскую конференцию.
30 июня 1945 года, после ликвидации Автономной республики, Симферополь стал центром Крымской области РСФСР, которая в 1954 году была передана УССР.
5 апреля 1946 года на кафедру в Симферополь был переведён архиепископом Лука (Войно-Ясенецкий), умерший здесь в 1961 году и похороненный в Симферополе. В 2000 году Архиерейским собором Русской православной церкви прославлен как исповедник (святой) в сонме новомучеников и исповедников Российских. В Симферополе именем Луки названы часовня, военный госпиталь, сквер.
В 1953 году был открыт новый железнодорожный вокзал.
По состоянию на начало 1956 года основу экономики города составляли предприятия пищевой промышленности (4 консервных завода, ферментационный завод, мясокомбинат, макаронная фабрика, 4 консервных завода и др.), которые обеспечивали свыше 50 % объёма промышленного производства; также здесь действовали кожевенно-обувной комбинат, лесо-мебельный комбинат, эфирно-масличный комбинат, две швейные, трикотажная и галантерейная фабрики, крымский филиал АН УССР, три высших учебных заведения, 11 средне-специальных учебных заведений, 5 школ рабочей молодёжи, 19 средних, 7 семилетних и 6 начальных школ, областной драматический театр им. А. М. Горького, театр кукол, свыше 60 стационарных и 85 передвижных библиотек, 4 кинотеатра, 12 клубов и туристическая база.
В январе 1959 года численность населения составляла 187 623 человек. Также, в 1959 году начали работу телецентр и городской троллейбус.
В 1967 году был установлен памятник В. И. Ленину и введён в строй телевизионный завод «Фотон».
В 1971 году был построен Дворец пионеров и школьников (архитекторы Б. Д. Ябчаник, Е. В. Кондрацкий).
В 1972 году Крымский педагогический институт был преобразован в Симферопольский университет.
В 1975 году был открыт мемориал Неизвестному солдату и зажжён Вечный огонь.
В 1978 году на площади возле кинотеатра "Космос" был установлен выведенный из эксплуатации пассажирский самолёт Ил-18 гражданской авиации (в котором был открыт детский кинотеатр "Илюша").
В 1984 году Симферополь был награждён орденом Трудового Красного Знамени.
В январе 1989 года численность населения составляла 343 565 человек, в это время здесь действовали три высших учебных заведения, три театра, художественный музей и краеведческий музей, основой экономики являлись пищевкусовая промышленность (парфюмерно-косметическая, консервная, винодельческая и табачная), лёгкая промышленность (в первую очередь, кожевенно-обувная и трикотажная), а также машиностроение (производство оборудования для пищевой промышленности и телевизоров).

### Симферополь в составе независимой Украины
С 1993 года и до 2006 город бессменно возглавлял Валерий Фёдорович Ермак, сперва как председатель Симферопольского городского совета и городского исполнительного комитета, потом дважды как Симферопольский городской голова.
На рубеже 1994—1995 гг. в Симферополе была дополнительно размещена рота внутренних войск МВД Украины.
В мае 1995 года Кабинет министров Украины утвердил решение о приватизации находившихся в городе АТП-14301, строительно-монтажного управления гражданской авиации № 21, строительного треста «Гражданстрой», треста «Крымгидроспецстрой», Симферопольского завода пластмасс им. 60-летия Великой Октябрьской социалистической революции, Симферопольского авторемонтного завода им. Куйбышева, Симферопольского стеклотарного завода, Симферопольской кожгалантерейной фабрики, торгово-производственного предприятия «Крымодежда», специализированного ремонтно-строительного управления «Крымлифт», Симферопольской автобазы № 4, предприятия по переработке и реализации рыбопродукции «Крымрыба», Крымского предприятия материально-технического обеспечения электротехнической и машиностроительной продукции и предприятия «Крымгосучторг».
В 1997 году по решению Кабинета министров Украины было сокращено количество учебных заведений: Симферопольское педагогическое училище было превращено в филиал Крымского индустриально-педагогического института, а профессионально-технические училища № 33, 38 и 39 были ликвидированы.
На 1 января 2013 года численность населения составляла 342 580 человек.
23 апреля 2013 г. при участии председателя Совета Министров и председателя Верховной Рады АР Крым, Министра образования и науки Украины у входа в центральный корпус Таврического университета был открыт памятник В. И. Вернадскому - событие приурочено к 150-летнему юбилею ученого. Ректор университета Николай Багров назвал открытие памятника «эпохальным событием» и «восстановлением исторической справедливости». Автор скульптуры - заслуженный художник Украины Сергей Никитин.

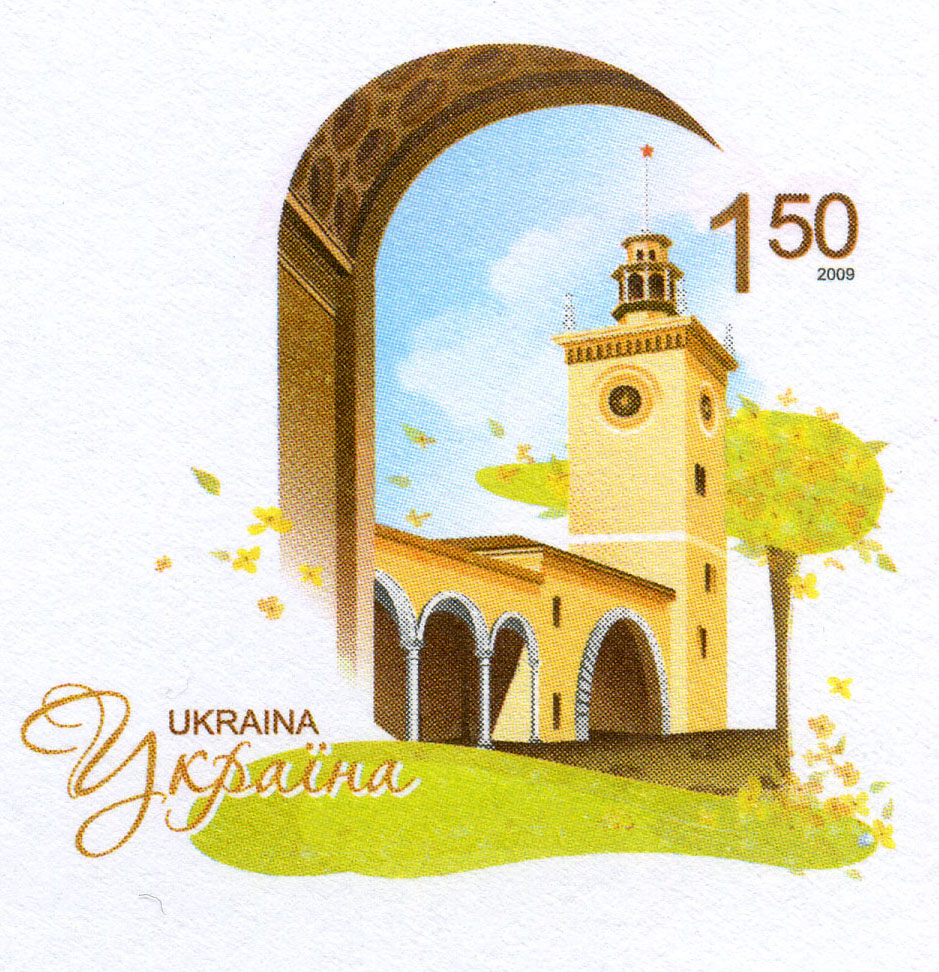
Башня железнодорожного вокзала Симферополь на почтовой марке Украины, 2009

### Аннексия Россией, после 2014 года
В феврале-марте 2014 года, после отстранения от власти президента Украины В. Ф. Януковича, Симферополь стал одним из центров событий, приведших к аннексии Крыма Россией.
Как стало известно в ночь с 20 на 21 февраля, президиум Верховного совета Крыма пытался созвать на 21 февраля внеочередную сессию парламента для обсуждения вопроса «Об общественно-политической ситуации в Украине». Когда сторонники Евромайдана попытались утром 21 февраля провести у здания парламента акцию — пикет против возможного принятия решения об отделении Крыма от Украины, им помешали около ста молодых людей, назвавшихся активистами «Народно-освободительного движения».
23 февраля на площади Ленина в Симферополе прошёл митинг, организованный Меджлисом крымскотатарского народа, в ходе которого председатель Меджлиса Рефат Чубаров призвал крымских членов Партии регионов выйти из партии, а также потребовал от городских властей в десятидневный срок снести памятник Ленину.
25 февраля на митинге у здания Верховного совета АРК в Симферополе было объявлено о начале бессрочной акции протеста с требованиями проведения референдума о статусе Крыма. Участники митинга заявили, что в стране «произошел государственный переворот» и новое правительство Украины «не может быть легитимным, так как пришло к власти силовым путём», и потребовали от крымского парламента «взять на себя ответственность за обеспечение в Крыму мира и стабильности», игнорировать «указы, распоряжения и законы, принятые Верховной радой Украины и кабинетом министров Украины с 20 февраля». Обращение с требованиями митинга было передано председателю ВС АРК Константинову, который заявил, что крымский парламент намерен «жёстко противостоять» попыткам его роспуска новыми властями Украины.
26 февраля Меджлис организовал митинг у здания Верховного Совета Крыма с целью не допустить принятия решения о вхождении в состав России. В ходе митинга Рефат Чубаров заявил, что крымские татары не дадут оторвать Крым от Украины. Одновременно здесь же проходил митинг русской общины Крыма. Между участниками двух митингов вспыхнул конфликт, в результате которого 30 человек получили травмы и ранения и двое человек погибли.

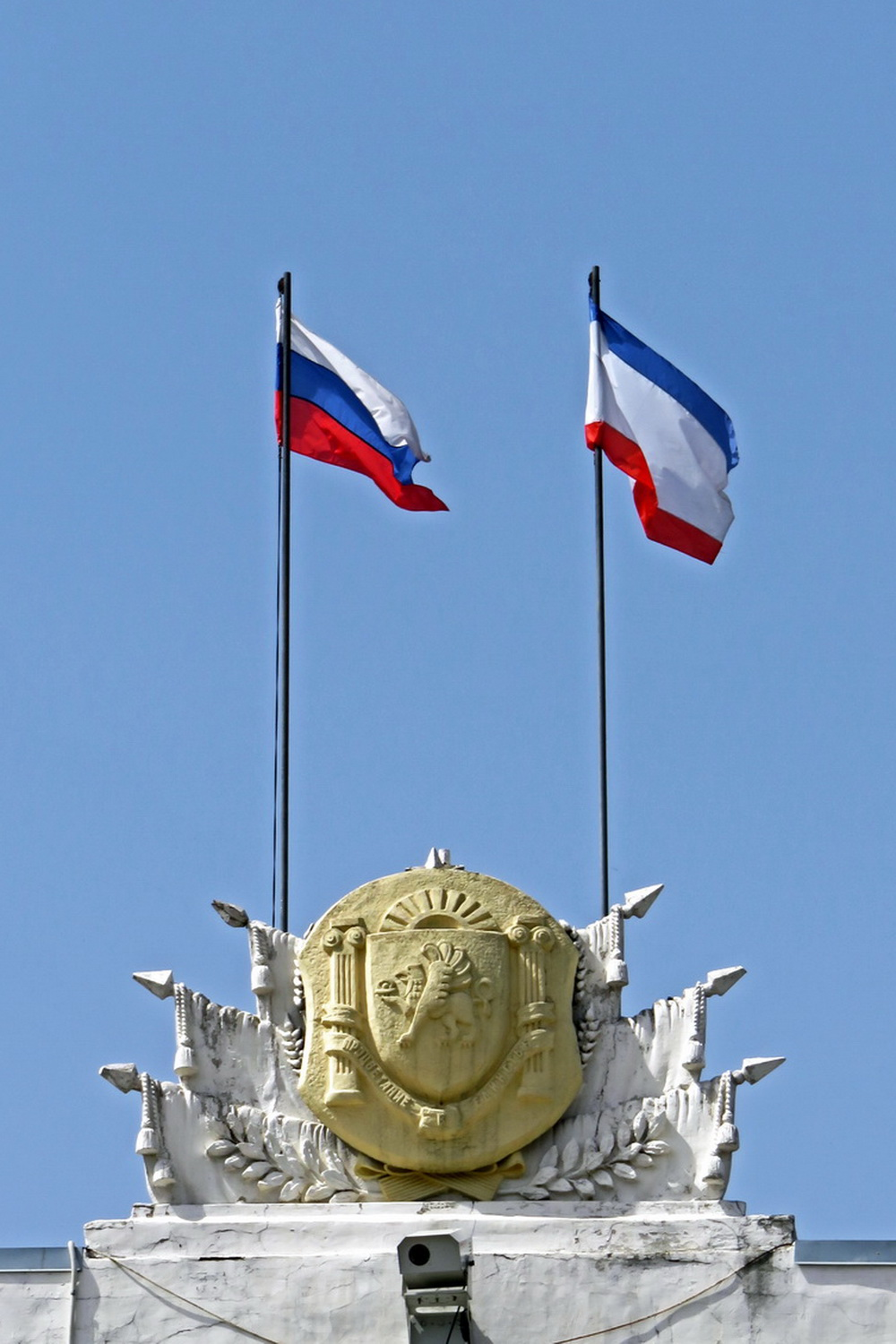
Флаги России и Крыма над зданием Совета министров (фотография 2016 года)

Рано утром 27 февраля российские войска в форме без знаков различия захватили здания Верховного совета АР Крым и Совета министров автономии. Над зданиями были подняты российские флаги, а у входа появились баррикады.
Премьер-министр А. В. Могилёв в эфире ГТРК Крым призвал крымчан сохранять спокойствие, заверив их, что ситуация под контролем: «Самое главное для нас — не допустить конфликтов и человеческих жертв, которые были вчера возле Верховного Совета Крыма. Поэтому все соблюдаем спокойствие, я глубоко убеждён, что власть Крыма урегулирует данную ситуацию без последствий для наших граждан». В связи с захватом административных зданий по тревоге был поднят личный состав внутренних войск и милиции. Центр города был оцеплен милицией, которая не предпринимала никаких активных действий (позднее, впрочем, через оцепление к парламенту прорвалось несколько сотен пророссийских активистов).
Командир группы, захватившей административные здания в Симферополе, отказался вести переговоры с Могилёвым. В здание парламента были пропущены лишь депутаты Верховного Совета АРК, которые провели внеочередную сессию. Было принято решение «О выражении недоверия Совету министров АРК и прекращении его деятельности», правительство Могилёва, который склонялся к тому, чтобы подчиниться новым украинским властям, было отправлено в отставку, а новым премьер-министром Крыма был назначен лидер «Русского единства» С. В. Аксёнов. Парламентарии также приняли решение о проведении в Крыму референдума «по вопросам усовершенствования статуса и полномочий» региона. Президиум парламента дал оценку последним событиям на Украине, заявив, что в стране произошёл «неконституционный захват власти радикальными националистами при поддержке вооружённых бандформирований». В этой ситуации, как заявили депутаты, региональный парламент «принимает на себя всю ответственность за судьбу Крыма».
С утра 28 февраля здания парламента и правительства Крыма были по-прежнему оцеплены милицией. В правительственный квартал пропускали только работников магазинов и учреждений, которые расположены на прилегающих к зданию улицах. Назначенный на пост премьер-министра АР Крым Сергей Аксёнов приступил к своим обязанностям. К вечеру новое правительство АР Крым было сформировано и утверждено парламентом. Прибывшего вечером 28 февраля в Симферополь для встречи с депутатами Верховного Совета Крыма народного депутата Украины П. А. Порошенко пророссийские активисты встретили криками «Россия», «Беркут», «Вон из Крыма». Порошенко был вынужден ретироваться. В Симферополе около 60 активистов заблокировали вход на территорию постоянного представительства президента Украины в АРК, протестуя против назначения А. В. Турчиновым С. В. Куницына на должность представителя президента. В тот же день, без согласования с Верховным советом АР Крым, новые украинские власти сменили начальника Главного управления внутренних дел в АРК.
Рано утром 1 марта новый руководитель крымской милиции с группой сопровождающих лиц появился в Симферополе и попытался прорваться в здание ГУВД, но был остановлен отрядом самообороны.
1 марта центр Симферополя находился под контролем вооружённых людей, по улицам разъезжали военные грузовики, у здания парламента были выставлены два пулемётных гнезда. Российские войска блокировали административные здания и объекты инфраструктуры. В их число помимо здания правительства и Верховного совета Крыма вошли аэропорт, телерадиостанции, объекты «Укртелекома», военкоматы. После инцидента у здания ГУВД АРК Сергей Аксёнов переподчинил себе силовые структуры на территории Крыма и обратился к президенту России Владимиру Путину с просьбой об оказании содействия в обеспечении мира и спокойствия на территории Крыма.
В ночь со 2 на 3 марта в зале заседаний крымского Совета министров состоялось принятие присяги рядом руководителей силовых ведомств.
В дальнейшем стратегически важные объекты продолжали оставаться под контролем российских войск и отрядов самообороны.
6 марта 2014 Верховный Совет АРК принял решение войти в состав Российской Федерации в качестве субъекта Российской Федерации и провести референдум на всей территории Крыма (включая город Севастополь), вынеся на обсуждение вопрос о присоединении Крыма к России. 9 марта в Симферополе прошёл первый митинг в поддержку присоединения Автономной Республики Крым к России. Представители руководства крымской автономии призвали жителей Крыма проголосовать за присоединение к России.
11 марта 2014 Верховный Совет Автономной Республики Крым и Севастопольский городской совет приняли декларацию о независимости Автономной Республики Крым и города Севастополя.
16 марта 2014 состоялся референдум, в котором, по официальным данным, приняло участие 83,1 % избирателей Крыма (без учёта Севастополя), из них около 96,77 % проголосовали за присоединение Крыма к России, в Севастополе соответственно 89,5 % и 95,6 %.
18 марта 2014 Россия и Крым подписали договор о вхождении Республики Крым в состав РФ, после чего в составе Российской Федерации были образованы новые субъекты Федерации — Республика Крым (столица — город Симферополь) и город федерального значения Севастополь.

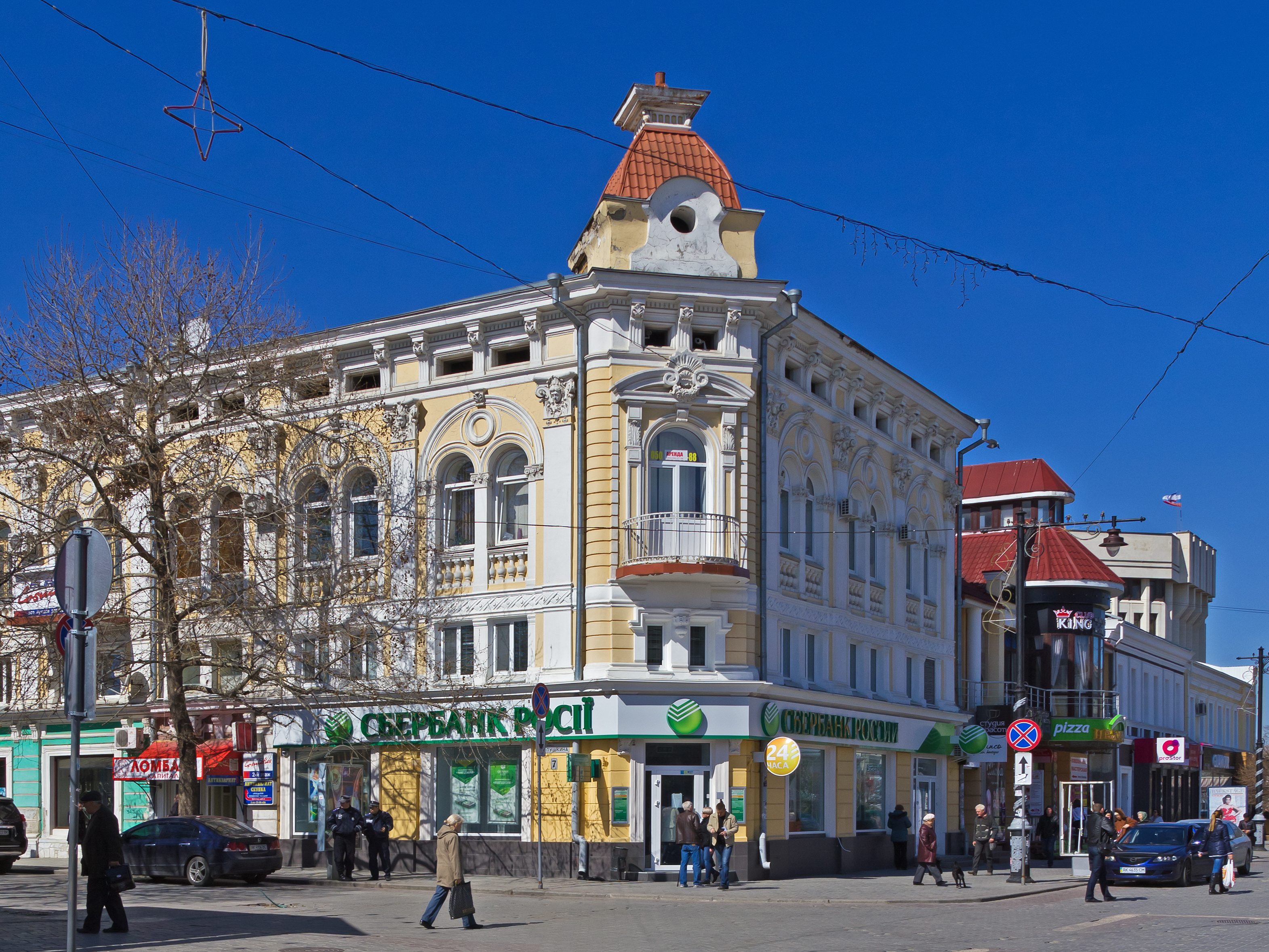
Пешеходная зона
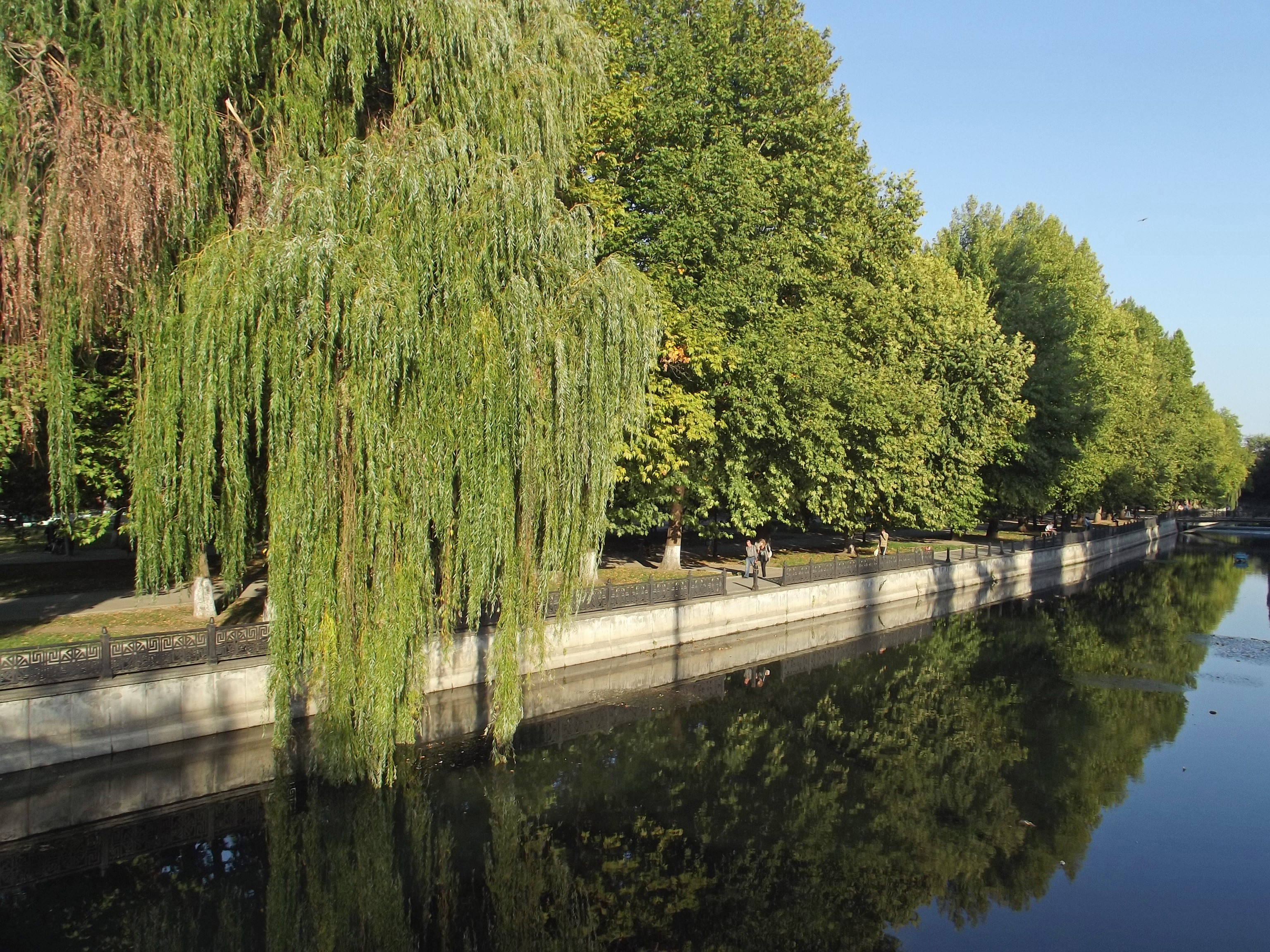
Река Салгир
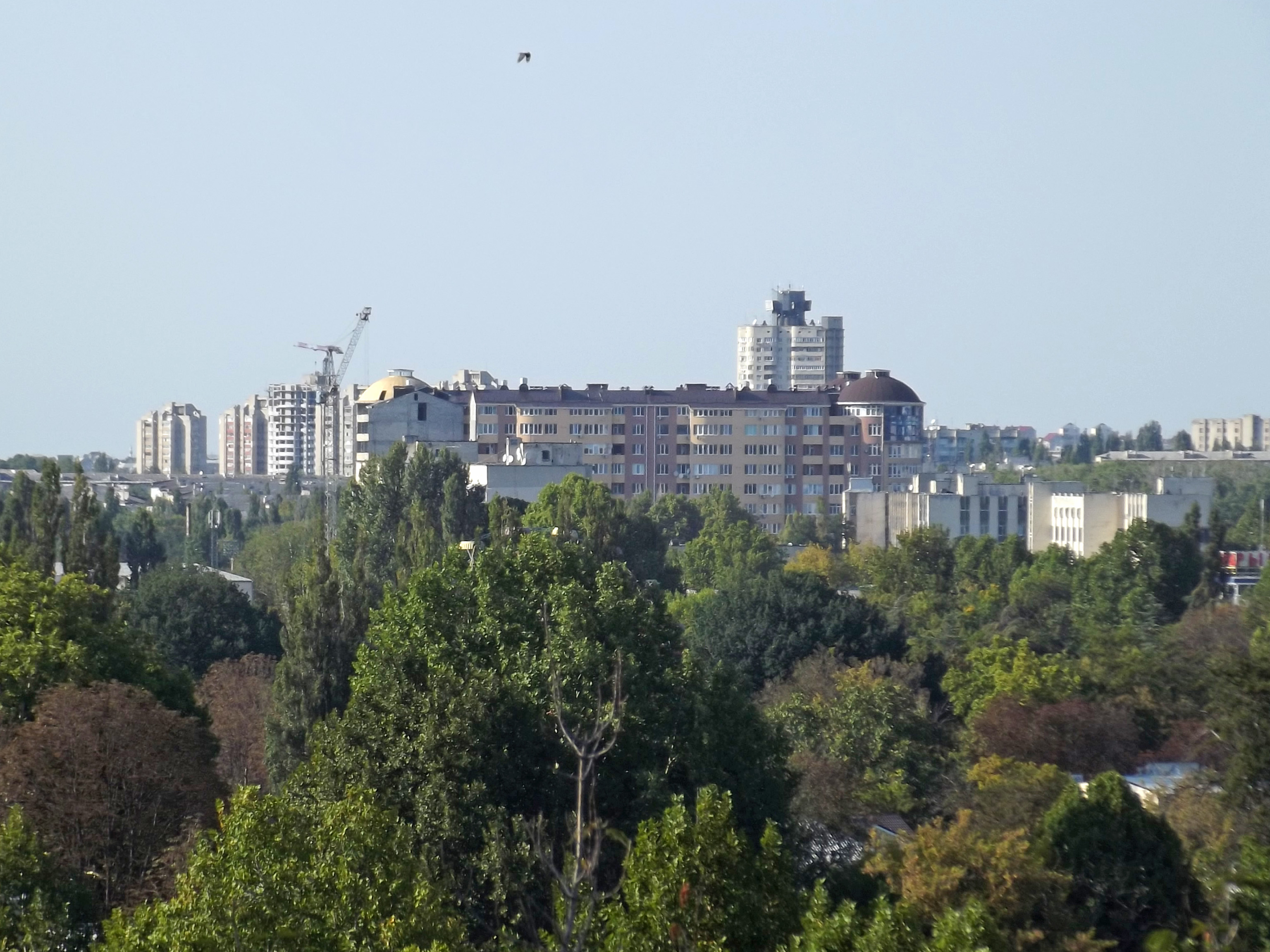
Город строится

### Комментарии
1. ↑  24 февраля 2014 года в ВР Украины был зарегистрирован проект постановления о роспуске ВС АРК и назначении внеочередных выборов в крымский парламент на 25 мая 2014 года, внесённый депутатом от ВО «Свобода» Эдуардом Леоновым[47][48]